# 紹約人
紹約人（Saho people），是生活在非洲之角的民族，主要集中在厄立特里亞，一些生活在衣索比亞。紹約人在該地的歷史可回溯到公元前2000年，他們以紹約語為母語，屬亞非語系中的庫希特語族，與阿法爾語關係密切。

## 人口
據民族語估計，在2006年大約有213,000人說紹約語，多數人生活在厄立特里亞（191,000人），其餘人口主要生活在衣索比亞（22,800人）。在厄立特里亞他們多生活在北紅海區和南紅海區。
紹約人分為若干氏族，氏族忠誠是紹約人政治的重要部分。他們多是穆斯林，少數是基督徒。

## 社會
根據紹約人的習慣法，當有一個問題時，他們往往要求召開一個叫“rahbe”的會議。 在這樣的會議中，紹約人討論如何解決與水，牧場或土地有關的問題，部族爭端以及如何緩解這些問題。這也與鄰近的部落或族裔和次族討論達成共識。
他們在會議選出了一名技術嫻熟的代表，這位代表稱之為「馬達里」，馬達里代表他們和其他氏族或部落長老解決問題。
在2人之間的較小規模的衝突中，2人中的1人將其冤情交給氏族或部將長老調解爭議。